# Ivo Prachař
Ivo Prachař (* 22. listopadu 1982) je český levoruký basketbalista hrající Národní basketbalovou ligu za tým Mistelbach Mustangs v Rakousku. Hraje na pozici pivota.
Je vysoký 210 cm, váží 120 kg.[zdroj⁠?!]

## Kariéra
- 2000–2007 : A Plus OHL ŽS Brno BC
- 2005–2007 : BK Jindřichův Hradec (střídavý start v nižší soutěži)
- 2011–2015 : Mistelbach Mustangs (2.rakouská liga)
- 2015–2016 : mmcite Brno
- 2016–2017 : Mistelbach Mustangs (2.rakouská liga)
- 2017–2019 : Mistelbach Mustangs (2.rakouská liga)

## Statistiky
| Sezóna   | Soutěž      | Odehrané minuty | Průměr na zápas | Body | Průměr na zápas |
| -------- | ----------- | --------------- | --------------- | ---- | --------------- |
| 2000/01  | Mattoni NBL | 119.7           | 6.0             | 32   | 1.6             |
| 2001/02  | Mattoni NBL | 134.1           | 7.1             | 50   | 2.6             |
| 2002/03  | Mattoni NBL | 102.6           | 7.9             | 26   | 2.0             |
| 2003/04  | Mattoni NBL | 203.5           | 9.2             | 80   | 3.6             |
| 2003/04  | Český pohár | 18.5            | 18.5            | 10   | 10.0            |
| 2004/05  | Mattoni NBL | 274.4           | 8.1             | 94   | 2.8             |
| 2004/05  | Český pohár | 13.6            | 13.6            | 6    | 6.0             |
| 2005/06  | Mattoni NBL | 131.3           | 8.2             | 45   | 2.8             |
| 2005/06  | Český pohár | 10.8            | 10.8            | 3    | 3.0             |
| 2006/07* | Mattoni NBL | 83.2            | 7.6             | 34   | 3.1             |

 *Rozehraná sezóna - údaje k 20.1.2007 